# Match de football FC Barcelone - FC Metz
 (février 2024).
Le match FC Barcelone - FC Metz du 3 octobre 1984 au Camp Nou de Barcelone est le match retour des seizièmes de finale de la coupe d'Europe des vainqueurs de coupe 1984-1985. Le FC Metz, battu 4 buts à 2 par le FC Barcelone lors du match aller, sort vainqueur de ces seizièmes de finale en battant le FC Barcelone 4 buts à 1 avec un score cumulé de 6 à 5. Ce match est considéré comme l'exploit le plus remarquable d'une équipe française en compétition européenne à ce jour. 
Bien que la suite de leur parcours européen ait été décevante, ce retournement de situation extraordinaire contre le FC Barcelone reste un moment phare de l'histoire du club. Cet exploit, contre toute attente, demeure gravé dans la mémoire des supporters messins, symbolisant l'esprit de combat et la capacité à surmonter les obstacles, même face aux adversaires les plus redoutables.

## Résumé
Le FC Metz, après avoir subi une défaite de 4 buts à 2 à domicile à Saint-Symphorien deux semaines auparavant, réussit l'inimaginable en se qualifiant contre le FC Barcelone avec une victoire de 4 buts à 1. Le résultat du match aller laissait penser que le déplacement en Catalogne serait une formalité pour l'équipe catalane, à tel point que la rencontre n'a même pas été retransmise à la télévision française. La plupart des journalistes sportifs témoignent qu'à la réception du résultat, ils ont d'abord cru à une erreur de transcription, pensant que les scores avaient été accidentellement inversés. Selon la légende, Jean Sadoul, alors président de la FFF, était en voiture quand la radio a annoncé la victoire du FC Metz. Sous le choc, il aurait dû s'arrêter en bord de route pour reprendre ses esprits.

## Match aller
Lors du match aller, le FC Barcelone a affronté le FC Metz dans une rencontre au Stade Saint-Symphorien qui s'est soldée par une victoire de 4 buts à 2 en faveur de Barcelone. 
Le match commence de manière infortunée pour Metz avec un but contre son camp de Luc Sonor dès la 12e minute, donnant ainsi l'avantage au Barça. Cependant, juste avant la pause, à la 44e minute, l'espoir renaît pour Metz grâce à une égalisation de Tony Kurbos. Mais dès le retour des vestiaires, à la 47e minute, Bernd Schuster a rapidement redonné l'avantage à Barcelone, portant désormais le score à 2 à 1. Peu de temps après, à la 53e minute, Ramón Calderé a ajouté un troisième but pour le Barça, suivi par Lobo Carrasco à la 64e minute, amplifiant l'avance avec un score de 4 à 1. Jean-Philippe Rohr du FC Metz marque sur penalty à la 87e minute, réduisant l'écart pour un score final de 4 à 2.

## Match retour

### Feuille de match
| Match 26 ; 16e de finale | Futbol Club Barcelona | 1 - 4   | Football Club de Metz                                                                          | Camp Nou, Barcelone                              |                                                  |
| Mercredi 3 octobre 1984  | Lobo Carrasco 34e     | (1 - 2) | 38e Tony Kurbos · 39e (csc) Tente Sánchez · 56e Tony Kurbos · 86e Tony Kurbos (Jules Bocandé ) | Spectateurs : 24 000, Arbitrage : Ronald Bridges | Spectateurs : 24 000, Arbitrage : Ronald Bridges |
| Mercredi 3 octobre 1984  | Rapport               |         |                                                                                                | Spectateurs : 24 000, Arbitrage : Ronald Bridges | Spectateurs : 24 000, Arbitrage : Ronald Bridges |

### Match
Pour le match retour, le FC Barcelone, chez lui au Camp Nou, semblait sceller le sort du FC Metz en marquant le premier but à la 34e minute par Lobo Carrasco, augmentant ainsi le score cumulé à 5 à 2 en sa faveur. À ce moment, le FC Metz se trouvait face à une tâche herculéenne : pour se qualifier, il fallait marquer quatre buts. Trois buts auraient égalisé le score cumulé à 5 à 5, mais Barcelone aurait quand même été qualifié grâce à la règle des buts marqués à l'extérieur,.
Cependant, l'espoir a commencé à renaître pour Metz seulement 4 minutes après le but de Barcelone, quand Tony Kurbos marque à la 38e minute. Le momentum a encore basculé de manière spectaculaire une minute plus tard, quand Tente Sánchez marque contre son camp, ramenant le score à 2 buts à 1 juste avant la mi-temps. À ce stade, Metz n'avait plus que deux buts à marquer pour réaliser l'impensable.
Dès la reprise, Metz a continué sur sa lancée, et à la 56e minute, Tony Kurbos trouve le fond des filets une deuxième fois, portant le score à 3 buts à 1. Le FC Metz était maintenant à un but de l'exploit. L'attente du but qualificatif a été longue et tendue jusqu'à ce qu'à la 86e minute Tony Kurbos complète son triplé, libérant ainsi le FC Metz et le qualifiant pour les huitièmes de finale dans un retournement de situation épique.

## Conséquences
Après avoir réalisé un exploit inoubliable en éliminant le FC Barcelone dans des circonstances spectaculaires, le parcours du FC Metz dans la suite de la compétition  malheureusement prend une tournure beaucoup moins glorieuse. Le tirage au sort pour les huitièmes de finale voit le FC Metz affronter le Dynamo Dresde, un match qui ne s'annonce pas difficile pour les Lorrains au vu du dernier exploit.
Lors du match aller à Dresde, le FC Metz subit une défaite de 3 buts à 1, une position difficile à remonter pour le match retour en Moselle. Et lors de cette rencontre, malgré tous les efforts et l'espoir de réitérer un exploit similaire à celui de Barcelone, Metz ne réussit pas à trouver le chemin des filets, concédant un match nul 0 à 0. Ce résultat scelle son sort dans la compétition, éliminant le FC Metz des huitièmes de finale.